# Theaterschiff Maria-Helena

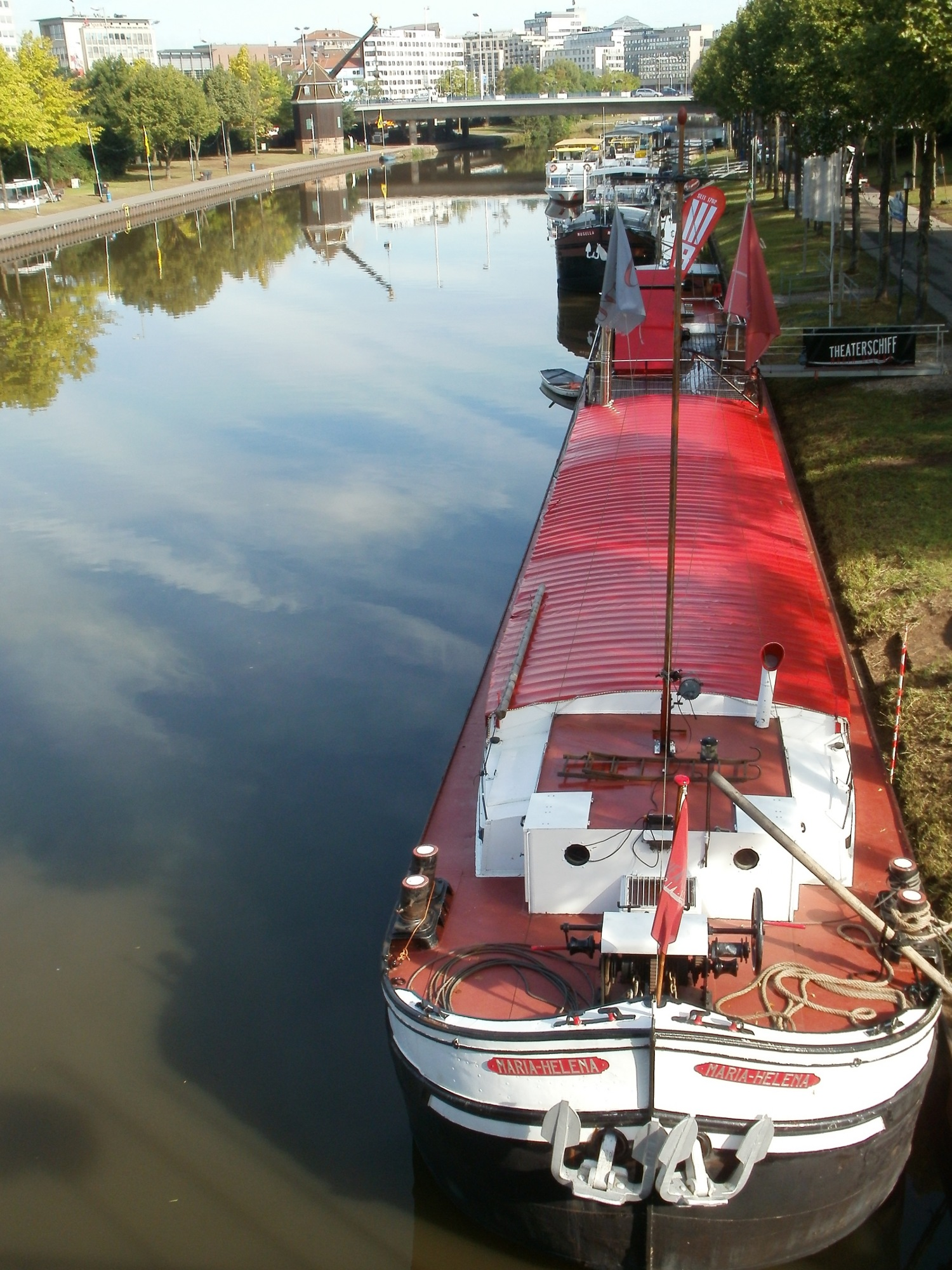
Theaterschiff „Maria-Helena“

Das Theaterschiff Maria-Helena ist eine zu einem Theater umgebaute ehemalige Péniche in Saarbrücken.

## Geschichte
Das Schiff wurde 1911 in Straßburg als Péniche gebaut. Der Stapellauf erfolgte am 11. November 1911. Das 39 Meter lange und 5 Meter breite Schiff war zunächst unmotorisiert und wurde mit Pferden getreidelt.
Im Zweiten Weltkrieg wurde das Schiff 1940 auf der Maas versenkt. 1941 wurde es gehoben und 1943 repariert. Gegen Ende des Krieges wurde das Schiff von Frankreich beschlagnahmt. 
1955 gab Frankreich das Schiff an seine Eigentümer, die Familie Lahr, zurück, die es auf der Werft Luisenthal mit einem Motor nachrüsten ließen. Bis 1991 war das Schiff noch als Frachtschiff vorwiegend in Frankreich im Einsatz.
Im Juni 2006 kaufte Frank Lion das Schiff und ließ es auf der Wirotius-Werft in Rilchingen-Hanweiler zum Theaterschiff umbauen. Der Laderaum des Schiffes wurde dabei zu einem Veranstaltungsraum für bis zu 120 Personen umgestaltet.

## Theaterschiff
Seit Mai 2007 wird das Schiff als schwimmende Bühne für Theater, Konzerte und Kino, aber auch Ausstellungen genutzt. Es ist Spielstätte der 1981 von Frank Lion gegründeten TheaterCompagnie Lion.
Das fahrbereite Schiff hat in Saarbrücken seinen Liegeplatz an der Saar etwas unterhalb der Alten Brücke. Daneben fährt es aber auch in andere Städte an Saar und Mosel und besucht dabei auch Städte in Frankreich und Luxemburg.

## Auszeichnungen
Im Jahr 2008 wurde das Schiff im Rahmen der Initiative Deutschland – Land der Ideen zum „Ausgewählten Ort 2008“ gekürt.